# Verschlechterungsparameter
Verschlechterungsparameter sind Einflussgrößen, die eine qualitative Verschlechterung (Abnutzung) einer Einheit (z. B. einer Immobilie oder einer Maschine) kennzeichnen. Verschlechterungsparameter werden im Zuge von Instandhaltungsstrategien wie der „Prospektiven Instandhaltungsstrategie“ analysiert und bestimmt.
Verschlechterungsparameter lassen sich den folgenden Einflussgrößen zuordnen:
- natürlichen Einflussgrößen (wie Wind, Niederschlag, Globalstrahlung, Salze, Erdbeben, Temperatur)
- menschlichen Einflussgrößen (wie Berührung, Verkehr, Vandalismus, Krieg)

Darüber hinaus ergeben sich Verschlechterungsparameter u. a. aus der Baustoffqualität (z. B. fehlerhafte Herstellung des Materials) und der Ausführungsqualität (z. B. falsche Montage der Gesamteinheit auf der Baustelle).